# Liane de Pougy

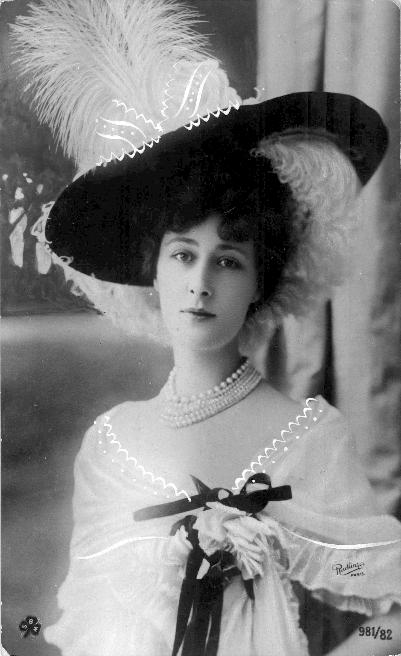
Liane de Pougy

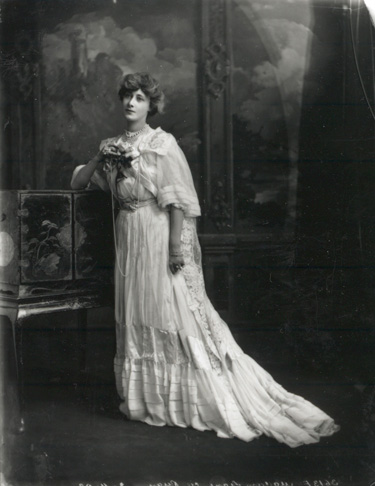
Liane de Pougy (ok. 1902)

Liane de Pougy (właśc. Anne-Marie Chassaigne; ur. 2 lipca 1869 w La Flèche, zm. 26 grudnia 1950 w Lozannie) – francuska tancerka Folies Bergère, jedna z najbardziej znanych paryskich kurtyzan.

## Życiorys
Urodziła się jako Anne-Marie Chassaigne, córka Pierre’a Blaise'a Eugène’a Chassaigne oraz Aimée Lopez. Była wychowywana w klasztorze. W wieku 16 lat uciekła z oficerem marynarki Armandem Pourpe’em. Niedługo po ślubie zaszła w ciążę. Małżeństwo to nie było szczęśliwe. Kiedy Armand został przydzielony do służby w Marsylii, jego żona została kochanką markiza Charles’a de MacMahona. Był jej czwartym kochankiem w czasie trwania małżeństwa (pozostali to porucznik marynarki, hazardzista i markiz de Portes). Mąż przyłapał Anne-Marie w łóżku z markizem i strzelił do niej z rewolweru, raniąc ją w nadgarstek. Wkrótce Anne-Marie uciekła do Paryża, zostawiając syna (późniejszego pilota, Marca Pourpe) wraz z ojcem.
Podczas pobytu w Paryżu Anne-Marie zaczęła pracować jako kurtyzana i zmieniła nazwisko na "Liane de Pougy". Szybko otoczył ją wianuszek bogatych i utytułowanych kochanków. Jej główną rywalką była hiszpańska kurtyzana La Belle Otero. De Pougy opisywała samą siebie jako próżną, ale nie głupią. Interesowała się malarstwem, literaturą i poezją. W 1899 r. rozpoczął się jej lesbijski romans z przyszłą amerykańską poetką Natalie Clifford Barney. Romans ten stał się podstawą książki de Pougy, Idylle Saphique, opublikowane w 1901 r. Mniej więcej w tym samym czasie zakończył się romans Barney i de Pougy, kiedy Amerykanka postanowiła "uratować" de Pougy od życia kurtyzany.
W 1910 r. Liane poślubiła rumuńskiego księcia Goerges'a Ghikę. Małżeństwo to zakończyło się separacją po 16 latach, ale nie doszło do rozwodu. Jej syn z pierwszego małżeństwa zginął podczas I wojny światowej. Po śmierci syna Liane stała się osobą religijną. Związała się z dominikanami jako siostra świecka Anne-Marie. Pracowała w Azylu św. Agnieszki w Sabaudii. Pomagała dzieciom z wadami wrodzonymi. Zmarła w Lozannie w 1950 r.

## Publikacje
- L'Insaisissable
- La Mauvaise Part
- Myrrhille
- Idylle saphique, Paryż, 1901
- Mes Cahiers Bleus, wspomnienia